# Epigoni

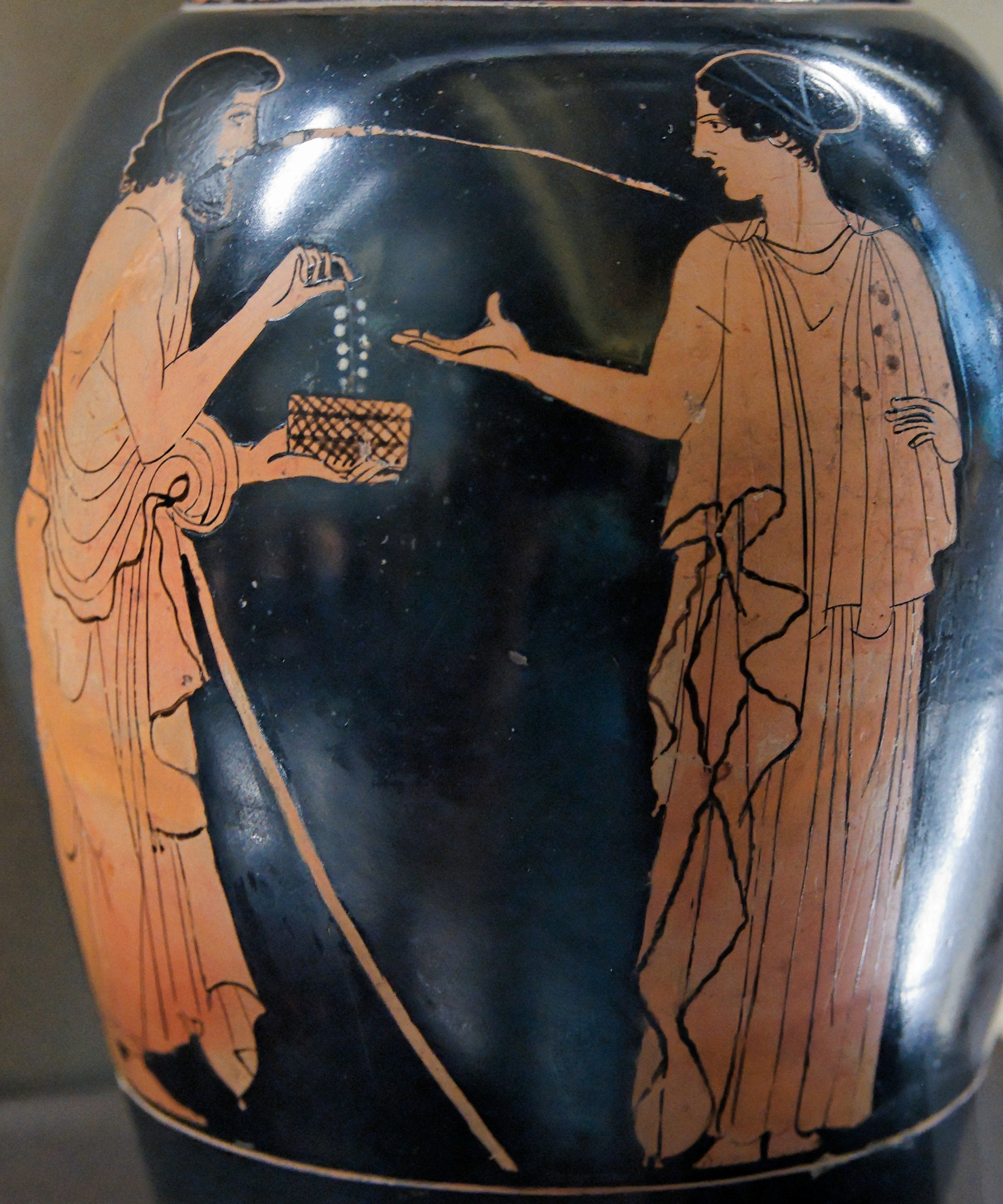
Polinice corrompe Erifile offrendole la collana di Armonia per la partenza di Anfiarao, in un oinochoe risalente al 450-440 a.C.

Gli Epigoni, figure della mitologia greca, sono i figli dei sette capi che combatterono contro Tebe (vedi I sette contro Tebe).
Il nome "epigoni", dal greco ἐπίγονος ("nato dopo"), significa "coloro che vennero dopo", ossia una generazione successiva (non necessariamente quella subito dopo la prima). Il termine "epigono" conserva, in italiano, il significato di "continuatore"/"imitatore". Del mito degli epigoni esiste anche la tragedia chiamata appunto Gli Epigoni di Sofocle.
Secondo Apollodoro gli Epigoni furono: Anfiloco e Alcmeone (figli di Anfiarao), Egialeo (figlio di Adrasto), Diomede (figlio di Tideo), Promaco (figlio di Partenopeo), Stenelo (figlio di Capaneo), Tersandro (figlio di Polinice), Eurialo (figlio di Mechisteo).
Pausania aggiunge Polidoro e Timea.

## Mito
Dieci anni dopo la vicenda dei loro padri, per vendicarne la morte, gli Epigoni ripresero la guerra contro Tebe, guidati da Alcmeone o da Adrasto. Cominciarono col saccheggiare i villaggi attorno alla città, provocando l'intervento dei tebani che, guidati dal re Laodamante, furono sconfitti. Nella battaglia morì Egialeo ucciso da Laodamante che a sua volta fu ucciso da Alcmeone.

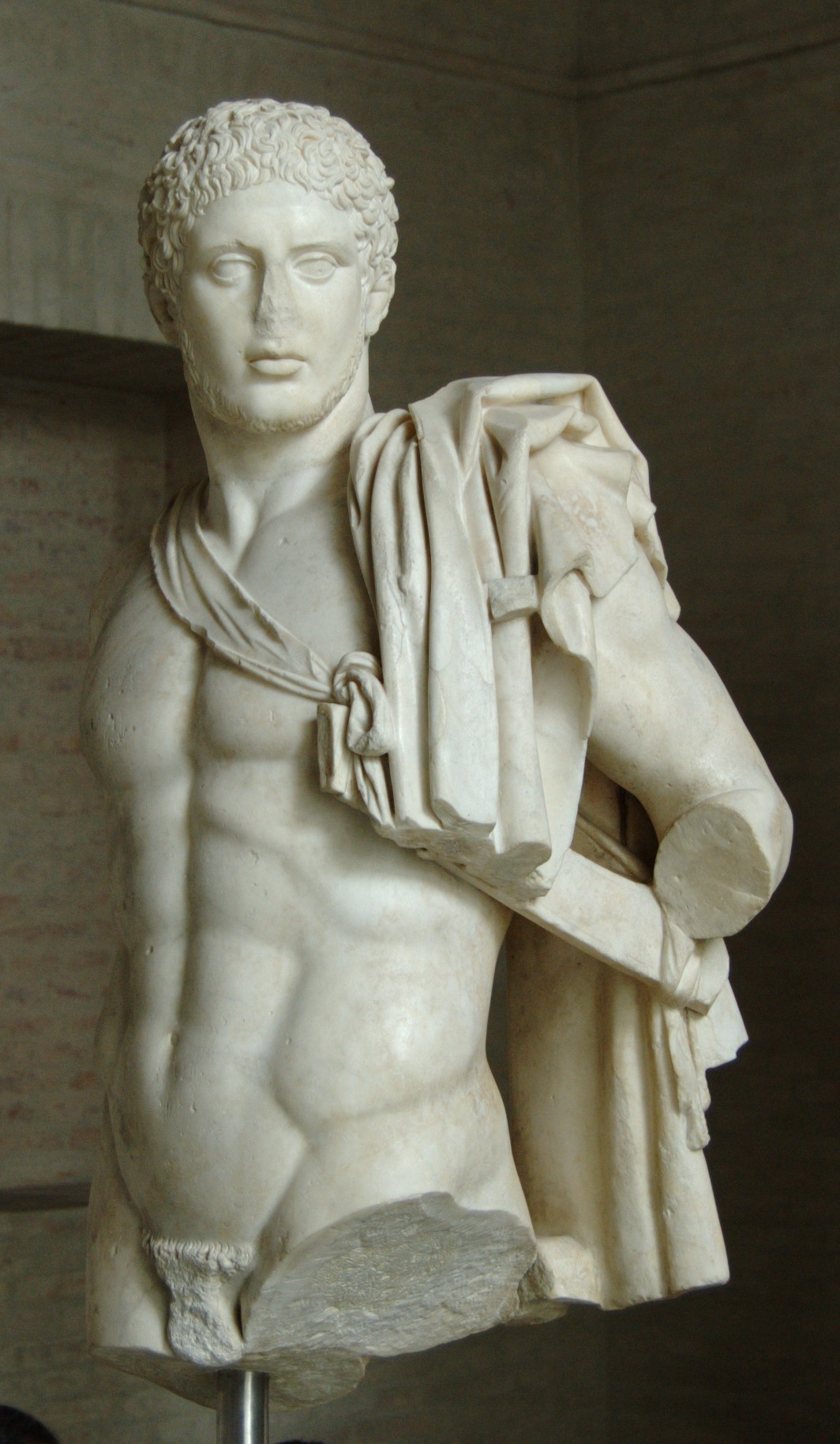
Diomede, copia romana da un'originale greca attribuita a Cresila (circa 440-430 a.C.), Gliptoteca (Monaco di Baviera)

## Epigoni dei diadochi
Sono detti epigoni (greco: Επίγονοι, Epigonoi, "discendenti"), nella storia ellenistica, i figli e i discendenti dei diadochi (i generali macedoni che alla morte di Alessandro Magno, nel 323 a.C., si contesero il controllo del suo impero).